# Peter Blake (architecte)
Pour les articles homonymes, voir Peter Blake et Blake.
Peter Blake (Peter Jost Blach), né à Berlin le 20 septembre 1920, décédé le 5 décembre 2006 est un architecte américain, un historien et un théoricien de l'architecture.
Il émigre avec sa famille vers 1933 à Londres où il fait des études à l'Université de Londres, puis aux États-Unis en 1940 à Philadelphie à l'Université de Pennsylvanie, où il a comme professeur d'architecture Louis Kahn.

## Quelques écrits
- L'Architecture moderne est morte… (Form follows fiasco. Why Modern architecture has'nt worked), 1978, traduction française 1980, Le Moniteur, Paris.
- (en) No place like utopia. Modern architecture and the company we kept, 1993, autobiographie.
- Le Style américain, in L'Œil no 18, Paris.
- (en) Le Corbusier, Architecture and Form, 1966, Penguin books, Londres.
- (en) Mies van der Rohe, Architecture and Structure, 1966, Penguin books, Londres.
- (en) Frank Lloyd Wright, Architecture and Space, collectif et projets, 1963, Penguin books.